# Duncan II d'Escòcia
Duncan II d'Escòcia (gaèlic escocès: Donnchad mac Maíl Coluim 1072- 12 de novembre de 1094) fou rei d'Escòcia, fill de Malcolm III i la seva primera esposa Ingibiorg Finnsdottir, vídua de Thorfinn Sigurdsson. No acceptà la pujada al tron del seu oncle Donald III i el va combatre amb suport del rei Magne III de Noruega. Ocupà el tron uns mesos del 1093-1094.